# 大菅小百合
大菅小百合（日语：／ Ōsuga Sayuri，1980年10月27日—），日本女子自行车、速度滑冰运动员。她曾代表日本参加2002年亚洲运动会自行车比赛，获得一枚银牌。她也曾参加2004年夏季奥运会，及2002年和2006年冬季奥运会。